# Armas Jokio

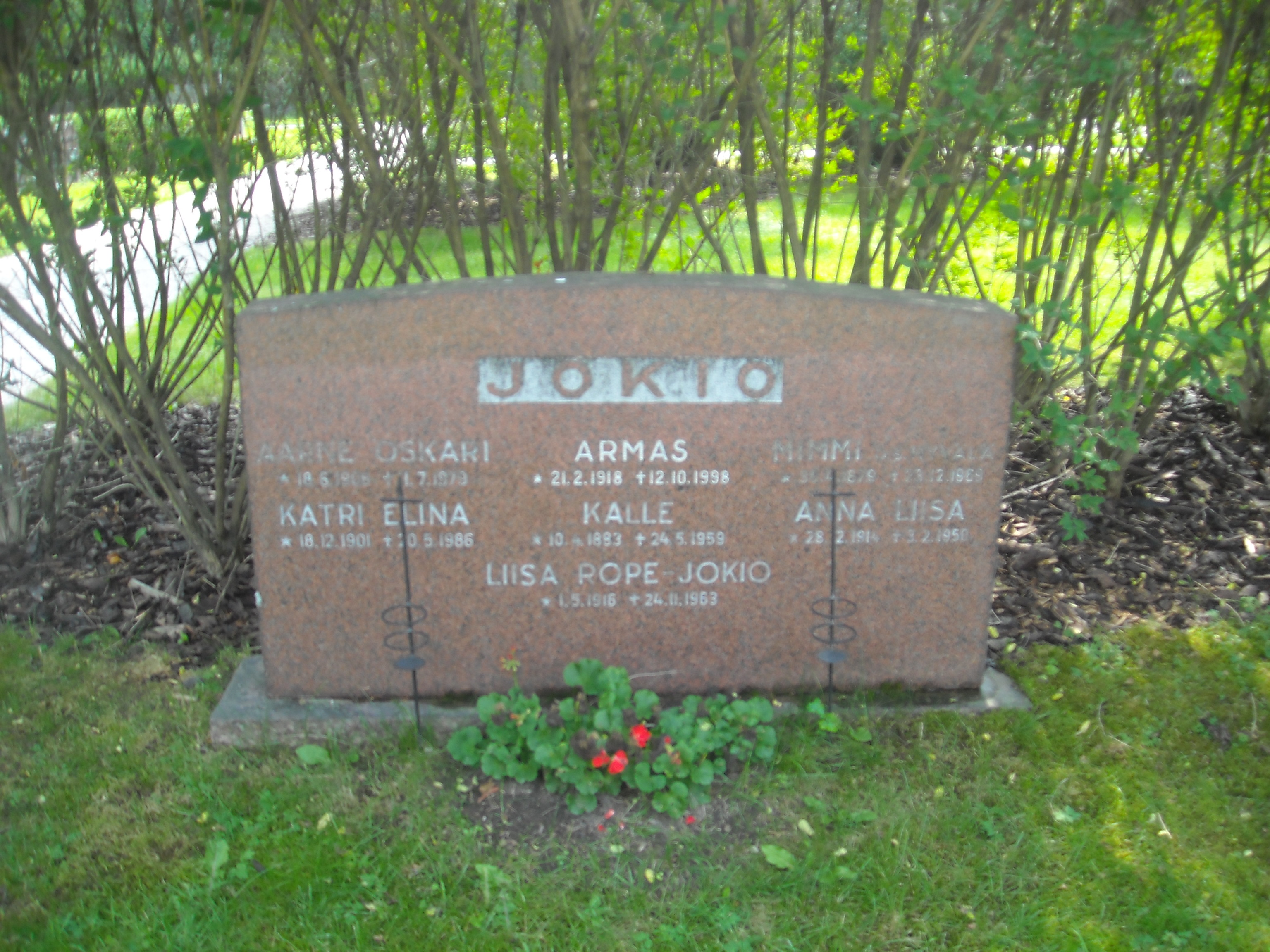
Tumba de Armas Jokio en el Cementerio de Malmi

Armas Jokio (21 de febrero de 1918 – 12 de octubre de 1998) fue un actor y cantante de ópera finlandés, conocido principalmente por su papel de Pikkarainen en diferentes películas de la serie Pekka ja Pätkä, así como por su personaje Pikku-Aleksi en Muhoksen Mimmi (1952), Lentävä kalakukko (1953) y Majuri maantieltä (1954).

## Biografía
Su nombre completo era Armas Taisto Jokio, y nació en Helsinki, Finlandia.
Jokio inició su carrera como cantante actuando en la Ópera Nacional de Finlandia, pasando más adelante al Teatro de Opereta de Hilkka Kinnunen y al Teatro de revistas Punainen Mylly.
Con respecto a su carrera cinematográfica, Jokio participó en un total de 55 películas, principalmente del género finlandés Tukkilaiselokuva. Fue reconocido como un comediante que se apoyaba más en los gestos y expresiones que en las palabras. Jokio ganó fama por encarnar a Pikkarainen en las películas de la serie Pekka ja Pätkä rodadas en los años 1950, pero también fue conocido por producciones como Lentävä kalakukko (1953), Majuri maantieltä (1954), Kaksi vanhaa tukkijätkää (1954) y Kiljusen herrasväki (1981), su última película. 
Armas Jokio fue también un actor teatral y televisivo, y tras su jubilación vivió en Vantaa, en el barrio de Koivukylä. Falleció allí en el año 1998, y fue enterrado en el Helsinki, en el Cementerio de Malmi, en la tumba 27-6-131.

## Filmografía (selección)
- 1943 : Hevoshuijari
- 1948 : Kalle Aaltosen morsian
- 1949 : Aaltoska orkaniseeraa
- 1951 : Neljä rakkautta
- 1952 : On lautalla pienoinen kahvila
- 1952 : Muhoksen Mimmi
- 1952 : Kipparikvartetti
- 1953 : Varsovan laulu
- 1953 : Pekka Puupää kesälaitumilla
- 1953 : Me tulemme taas
- 1953 : Lentävä kalakukko
- 1954 : Hei, rillumarei!
- 1954 : Majuri maantieltä
- 1954 : Kaksi vanhaa tukkijätkää
- 1954 : Taikayö
- 1954 : Sininen viikko
- 1955 : Nukkekauppias ja kaunis Lilith
- 1955 : Pekka ja Pätkä puistotäteinä
- 1955 : Pekka ja Pätkä pahassa pulassa
- 1955 : Säkkijärven polkka
- 1955 : Pastori Jussilainen
- 1955 : Kaunis Kaarina
- 1955 : Helunan häämatka
- 1955 : Minä ja mieheni morsian
- 1955 : Ryysyrannan Jooseppi
- 1956 : Juha
- 1957 : Rakas varkaani
- 1957 : 1918 – mies ja hänen omatuntonsa
- 1957 : Niskavuori taistelee
- 1957 : Pikku Ilona ja hänen karitsansa
- 1957 : Risti ja liekki
- 1957 : Pekka ja Pätkä ketjukolarissa
- 1957 : Pekka ja Pätkä salapoliiseina
- 1957 : Pekka ja Pätkä sammakkomiehinä
- 1958 : Pekka ja Pätkä Suezilla
- 1958 : Pekka ja Pätkä miljonääreinä
- 1958 : Asessorin naishuolet
- 1958 : Äidittömät
- 1958 : Niskavuoren naiset
- 1958 : Kahden ladun poikki
- 1958 : Kulkurin masurkka
- 1959 : Lasisydän
- 1959 : Pekka ja Pätkä mestarimaalareina
- 1960 : Pekka ja Pätkä neekereinä
- 1960 : Kankkulan kaivolla
- 1960 : Molskis, sanoi Eemeli, molskis!
- 1961 : Tyttö ja hattu
- 1961 : Me
- 1961 : Oksat pois...
- 1961 : Toivelauluja
- 1962 : Tähdet kertovat, komisario Palmu
- 1962 : Taape tähtenä
- 1962 : ”Ei se mitään!” sanoi Eemeli
- 1963 : Villin Pohjolan kulta
- 1981 : Kiljusen herrasväki